# كريستينا ريد
كريستينا ريد (بالإنجليزية: Kristina Reed)‏ هي منتجة أفلام أمريكية، ولدت في القرن العشرين.

## وصلات خارجية
- كريستينا ريد على موقع IMDb (الإنجليزية)
- كريستينا ريد على موقع قاعدة بيانات الفيلم (الإنجليزية)